# Тиссандье, Гастон
Гасто́н Тиссандье́ (фр. Gaston Tissandier; 21 ноября 1843, Париж — 30 августа 1899, Париж) — французский химик, метеоролог, воздухоплаватель, писатель и издатель. Он был вице-президентом французского Общества воздухоплавателей, профессором Политехнического Союза и кавалером ордена Почётного легиона.

## Биография
Гастон Тиссандье родился в Париже в 1843 году. Его старший брат Альбер Тиссандье (1839—1906) был художником. Гастон изучал химию и в 1864 году стал руководителем экспериментальной лаборатории Национального союза Франции. Он также был преподавателем Политехнической ассоциации. Интерес к метеорологии побудил Тиссандье заняться воздухоплаванием.

### Воздухоплаватель
Первый полёт Гастона Тиссандье на воздушном шаре состоялся в Кале 16 августа 1868 года. В дальнейшем он вместе с братом совершил более 20 полётов. В сентябре 1870 года, во время франко-прусской войны, Тиссандье удалось покинуть осаждённый Париж на воздушном шаре.
23—24 марта 1875 года Гастон Тиссандье вместе со своим братом, Теодором Сивелем и Жозефом Кроче-Спинелли совершили на аэростате «Зенит» самый длительный в истории полёт, который длился 22 ч 40 мин.
15 апреля 1875 года Гастон Тиссандье, Сивель и Кроче-Спинелли совершили очередной полёт на «Зените», поставив перед собой цель достичь максимально возможной высоты. Они поднялись на высоту 8600 м. Однако этот полёт закончился трагически, из-за нехватки кислорода Сивель и Кроче-Спинелли погибли, а Тиссандье лишился слуха. Из-за высотной эйфории они не воспользовались кислородными масками - см. Ссылки
8 октября 1883 года Тиссандье совершил первый полёт на дирижабле с использованием электрического двигателя Сименса.
- Полёт на дирижабле 8 октября 1883 года

### Литературная деятельность
В 1873 году Гастон Тиссандье начал выпускать научный журнал «Природа» (La Nature). Он был его главным редактором до 1896 года. Тиссандье написал ряд научных трудов и научно-популярных книг, в которых популяризировал науку. В 1880 году он написал книгу «Научные развлечения», в которой рассказал о простых научных экспериментах, которые каждый мог провести у себя дома. В 1879 году вышла его книга «Мученики науки», описывающая ученых, отдававших все силы, знания, а порой и жизнь в борьбе за объективное научное знание. В России перевод этой книги был издан в 1880 году и приобрел достаточно широкую известность.

### Коллекционирование
Гастон Тиссандье собрал большую коллекцию рукописей, связанных с воздухоплаванием, в том числе описание первого полёта на воздушном шаре Бенджамина Франклина, и многочисленных статей по вопросам воздухоплавания.
Отец известного авиатора и президента ФАИ Поля Тиссандье.
Гастон Тиссандье умер 30 августа 1899 года в Париже.